# Vilim Ribić
Vilim Ribić (Osijek, 8. prosinca 1956.) hrvatski je sindikalist i intelektualac. Jedan je od osnivača Nezavisnog sindikata znanosti i visokog obrazovanja (1990. godine) i njegov prvi predsjednik, a nakon toga i predsjednik Velikog vijeća Sindikata u 7 uzastopnih mandata (od 1993. do 2018. godine). Prvi je predsjednik Matice hrvatskih sindikata, jedne od tri reprezentativne sindikalne središnjice u Hrvatskoj koja promiče zajednička prava i interese više od 60.000 članova, primarno u javnim službama. Ovu je dužnost obnašao u nekoliko mandata, uključujući aktualni (1993. – 2001., 2011. - danas). Od 2015. godine sudjeluje u radu Europskog gospodarskog i socijalnog odbora (EGSO) kao jedan od devet hrvatskih predstavnika.
Poznat je kao radoholičar, čvrst pregovarač i čovjek od principa, a u javnosti se istaknuo kao dugogodišnji borac za prava zaposlenih u obrazovanju i znanosti te općenito u javnim službama. Iz tog razloga je često bio na udaru medija, a posebno zbog projekta izgradnje sindikalnog doma. Ekonomist po struci, značajan dio svog sindikalnog djelovanja posvetio je analizi i kritici ekonomskih politika hrvatskih vlada, posebice "politike štednje" (austerity) koju je Hrvatska pod utjecajem europskih trendova provodila za vrijeme globalne financijske krize (2007. – 2008.) i tijekom naknadne dugotrajne stagnacije. Kao član Nacionalnog vijeća za uvođenje eura, jedna je od rijetkih javnih osoba koje su se usprotivile preranom ulasku Hrvatske u Europsku monetarnu uniju, navodeći kao glavne razloge za čekanje slabu konvergenciju hrvatskog gospodarstva s europskim te nepripremljenost institucionalnog okvira monetarne unije za zemlje poput Hrvatske.